# 厦门战役 (鸦片战争)
厦门战役是第一次鸦片战争期间英军攻打福建泉州府厦门厅的重要战役，可分为三次战斗，发生于1840年－1841年间。厦门战役是鸦片战争中的几次重要战役之一，三次战斗见证了鸦片战争期间的战况变化，其中第三次战斗规模最大。本战最终以清军防守失败、英顺利占领厦门城告终。厦门一战后，英军相继攻陷中国东南沿海的定海、镇海、宁波，沿海各省局势骤紧。1842年8月29日鸦片战争结束，清朝失败。战后双方签订《南京条约》，规定大清沿海的廣州、福州、廈門、寧波、上海五處港口实行貿易通商；鼓浪屿仍歸英兵暫為駐守，待赔款交清，前各海口均已供英人通商後，駐守軍士即退出。
厦门战役的三次战斗中，清军战斗力虽不及英军，但清仍在一定程度上进行抗击，主持厦门防务的官员也以主战派为主。学者茅海建如此评论规模最大的第三次战斗：“战争的真正失败原因，在于清军将士对于近代化战争的无知，在于清军的战术和技术均已落后于时代。这也是鸦片战争中清军一败再败的最基本的原因。”

## 地理环境
厦门地处闽南丘陵东南边缘，漳厦平原东北端，滨海平原地面高程在50米以下。海岸多岬角，岸线曲折，港湾深入内陆，有厦门岛、鼓浪屿、大嶝岛等大小岛屿26个。厦门岛是厦门第一大岛，明洪武二十七年（1394年）筑厦门城，设中左守御千户所。清康熙二十五年置泉州府同知分防厦门。
厦门自古就具有重要的海防地位：“厦门处泉、漳之交，扼台湾之要，为东南门户。十闽之保障，海疆之要区也。”明清政府一直把厦门当作战略重地设防。在英方看来，若占领厦门，不但在目前可以用作英国远征军的供应中心与行动基地，而且将来也可以作为英商务之安全根据地。

## 经过

### 准备
在鸦片战争爆发以前，厦门的防御工事相对简陋。战争前，厦门共建有大炮台、高崎炮台、黄厝炮台、浯屿南北炮台四处海防炮台，皆为时任福建水师提督许松年于1823年主持建造。

### 第一次战斗
1840年6月28日，由英本土及开普敦开来的英国远征军部分舰船抵达珠江口外，6月30日，全权代表、远征军总司令懿律与全权代表义律率领舰队北上。其中前往厦门的英军军舰，是第二批北上舰队派出的。7月2日上午，懿律率舰队经过厦门时，派出军舰布朗底号向当地官员送交英国巴麦尊致中国宰相的副本。7月3日清晨，布朗底号起锚，逼近厦门岛，11时在距海岸500码处下锚。英方翻译官罗伯聃报告，其本人率5名未带武装的随从（邓廷桢奏称30余人）打白旗驾小船前往厦门岛递送公文。
由于语言障碍，双方产生分歧，邓廷桢奏折中说英“布朗底”号换挂红旗，声言开炮，清军抢先开枪射箭，罗伯聃的小船随即撤退。罗伯聃在记录中说小船距岸边仅两码时，清军企图捉拿他，小船后退。远处的布朗底号见状随即炮轰岛上清军，轰击清水师战船。随后一名英军军官带领两只武装划艇，携带由罗伯聃用中文书写的告示，将该告示装入瓶中，看到被一人捡起。清朝方面记载10余人直扑炮台而来，参将陈胜元手执长矛刺死一人。交战双方互称对方均有伤亡，而炮台及滨海民房也有受损。

### 第二次战斗
在第一次较小规模的军事冲突后，厦门加紧升级了防御工事。1840年8月，第二次厦门之战爆发。此次战斗双方的记载差异较大，但都未提及起因。清方报告称8月21日，英三桅船鳄鱼号、二桅船布里玛号在厦门外海的青屿附近游弋。8月22日战争打响，英船悬挂红旗直扑厦门岛，清水师迎战，周边炮台相继开炮。26日，英舰船起锚而去，留有书信一封交给渔船带回。

### 第三次战斗
- 厦门城及鼓浪屿的简图
- 英军的威厘士厘号在厦门海域
- 炮擊鼓浪嶼

1841年8月26日第三次战斗打响，此时战争整体局势大变。本次战斗打响前，英国否认《穿鼻草约》，派出璞鼎查来华，璞鼎查到达澳门后决定攻占厦门。此时英舰队共有军舰10艘（威厘士厘號、布萊尼姆號、布朗底號、德魯伊號、莫德斯特號、巡航者號、 皮拉得斯號、哥倫拜恩號、本廷克號、阿爾吉利亞號），武装轮船4艘（塞索斯特利斯號、冥界火河號、复仇女神号、皇后號），运输船22艘，于8月25日到达厦门。翌日清晨，全权代表璞鼎查与海军司令巴加、陆军司令郭富乘船侦察，制定进攻计划：布朗底号等三艘舰艇进攻鼓浪屿，掩护170名士兵从侧翼登陆攻占；威厘士厘号等进攻厦门岛南岸，攻占厦门，其余轮船在舰炮掩护下登陸厦门。颜伯焘派人询问英军来历，英方下发致福建水师提督窦振彪的最后通牒，要求出让厦门城及炮台。颜伯焘不睬。
8月26日下午1时15分，英军舰船开始行动。颜伯焘指挥厦门南水道的守军三面开炮迎击英军。双方展开激烈炮战，清军在炮战中处于劣势。下午3时左右，布朗底号打垮鼓浪屿上三座炮台，英军旋即登陆，守台清军以鸟枪、长矛及石块进行抵抗。英军很快驱散鼓浪屿炮台的守军，占领鼓浪屿。下午3时45分，英陆军在炮火掩护下在石壁的东侧沙滩登陆，很快攻入石壁后侧的门，蜂拥而入。支援的金门镇总兵江繼芸见大势已去，跳海自杀。4时左右，石壁失守，南岸炮台相继沦陷。
占据南侧防御要塞后，英军向西北方向的厦门城攻去。途中清军多次与之交战均击溃。颜伯焘率领城内文武官员逃往同安县城。晚间英军停止进攻，27日清晨顺利占领厦门城。

## 相关史迹
- 厦门所城墙，洪武二十七年（1394年）建成，鸦片战争厦门之战后，厦门城被英夺取，今仅存残墙两处。2005年5月登录为福建省文物保护单位。
- 重建兴泉永道署碑记，刊立于同治三年（1864年）。1841年8月27日厦门城沦陷，厦岛的兴泉永道署在战争中焚毁。同治三年（1864年），道尹曾宪德倡召重建道署，并刻碑记录道署兴废始末。1961年1月登录为厦门市文物保护单位。
- 胡里山炮台，明代时始设炮，派兵驻守。道光二十一年（1841年），时闽浙总督颜伯焘在白石头至沙坡尾一带，建造全长1667米，高3.3米，厚2.6米的花岗岩石壁并安装100门火炮，称“石壁炮台”。1996年11月登录为全国重点文物保护单位。

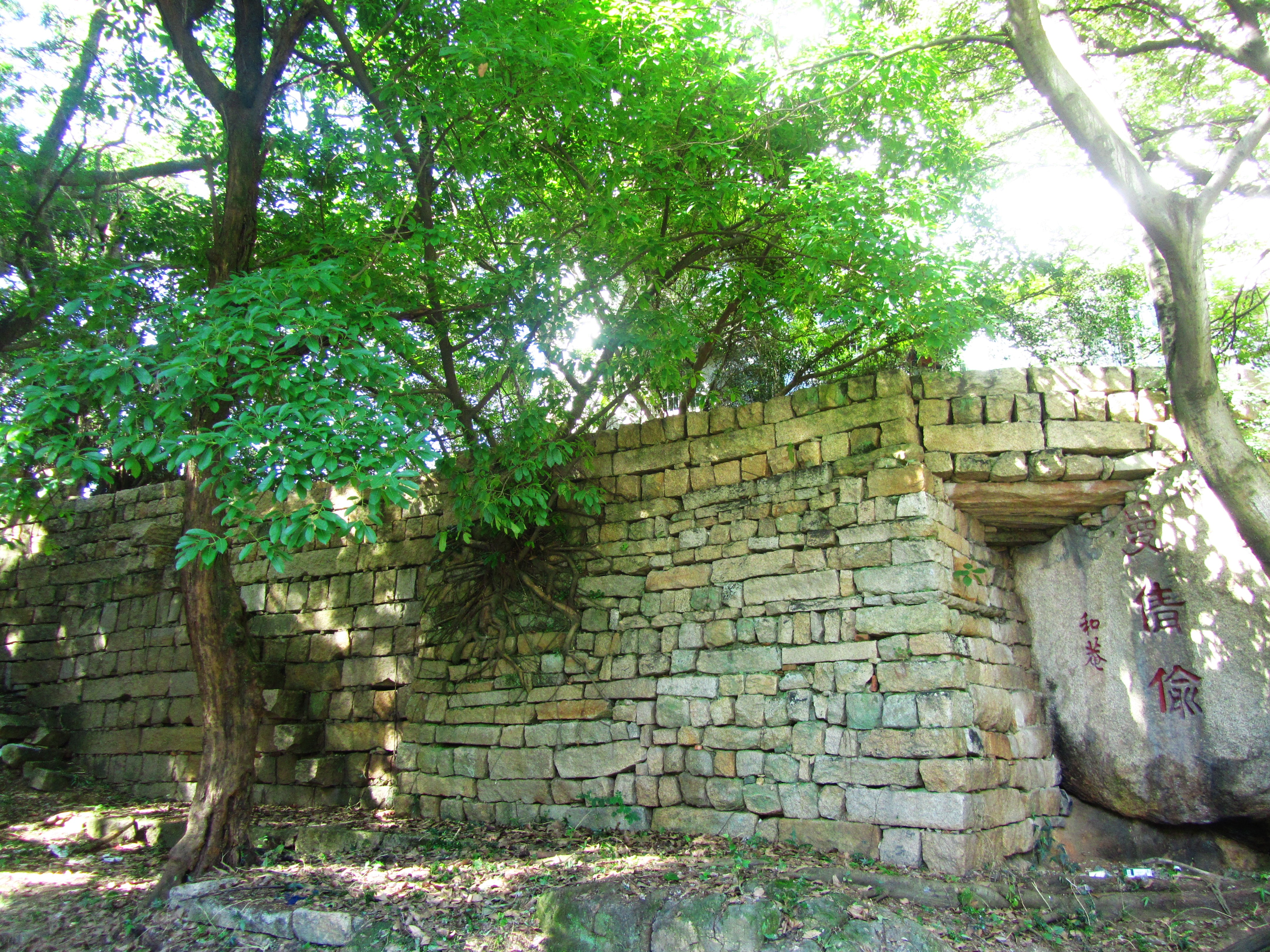
厦门所城墙
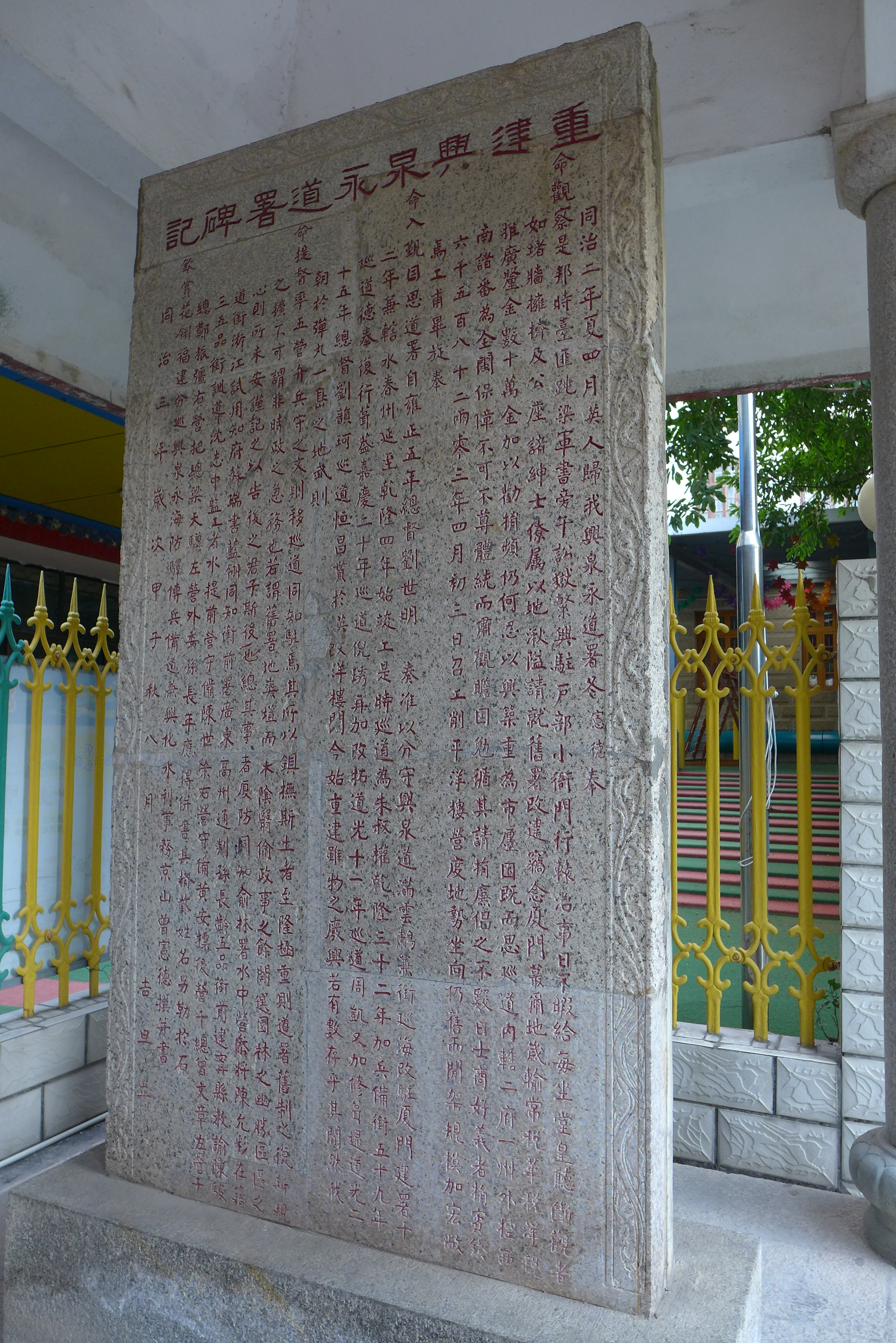
重建兴泉永道署碑记